# Avenue Jean-Jaurès (Gagny)
Pour les articles homonymes, voir Avenue Jean-Jaurès.
L'avenue Jean-Jaurès est un axe de communication de Gagny qui suit le tracé de la route nationale 302,.

## Situation et accès

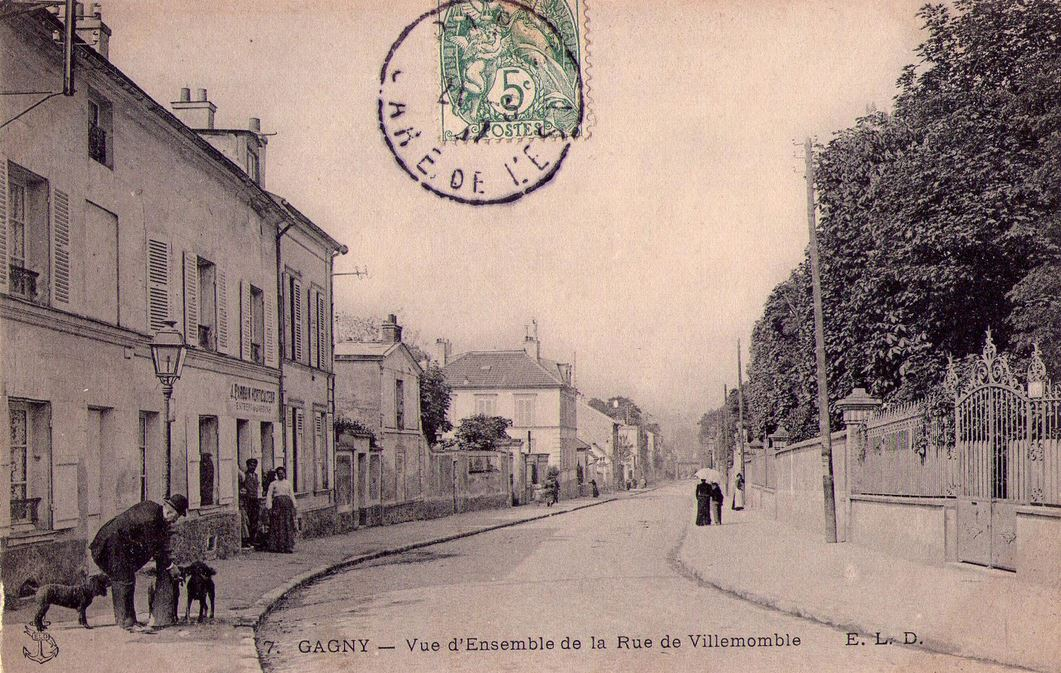
Gagny, rue de Villemomble.

Cette avenue est desservie par la gare de Gagny.
Commençant à la limite de Villemomble, elle laisse sur sa droite la rue de Maison-Blanche, puis passe sous la ligne de Paris à Strasbourg. Elle se termine place du Général-de-Gaulle, au croisement de l'avenue Henri-Barbusse.

## Origine du nom

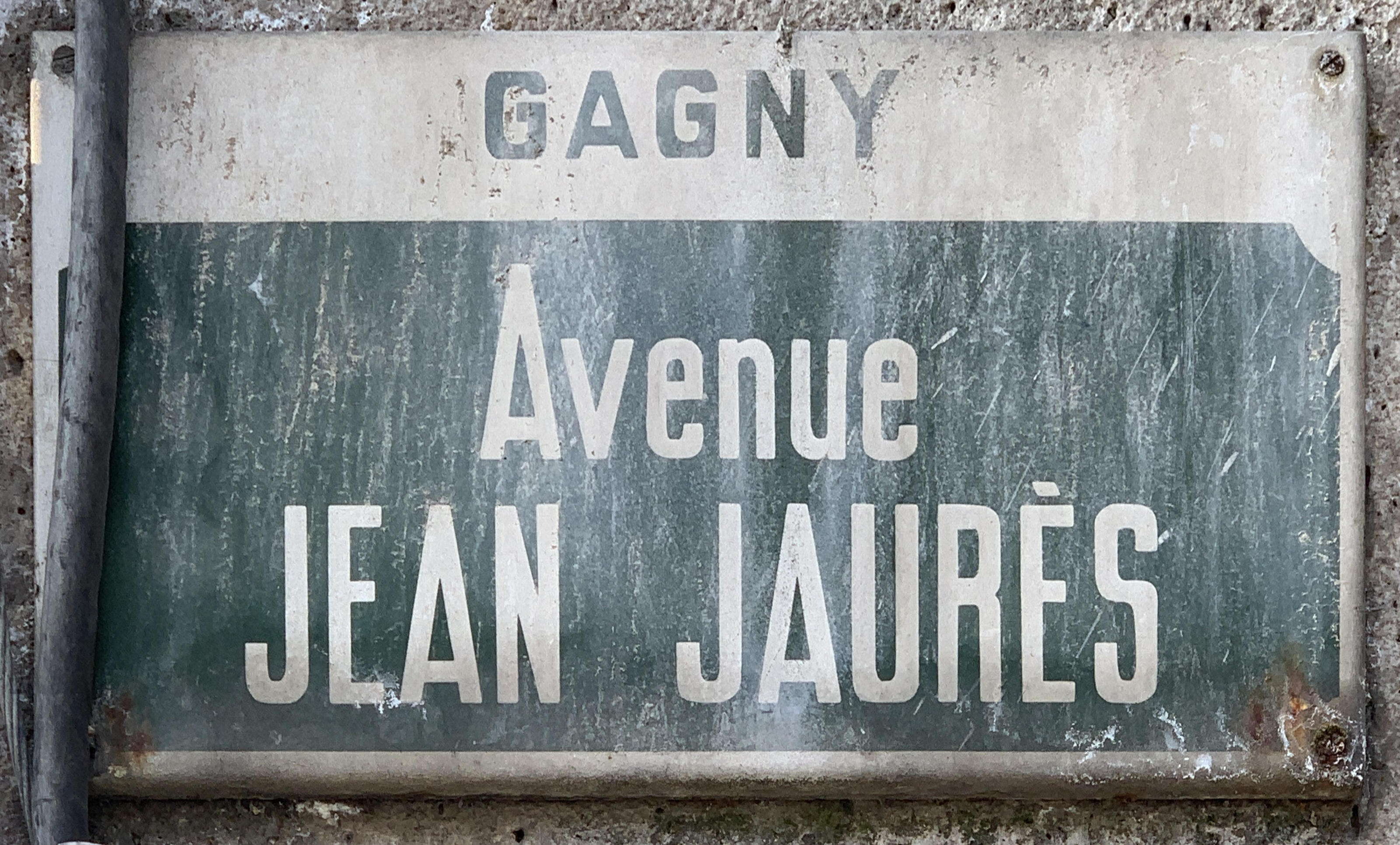
Plaque Avenue Jean Jaurès

Elle rend hommage à l'homme politique français Jean Jaurès (1859-1914).

## Historique

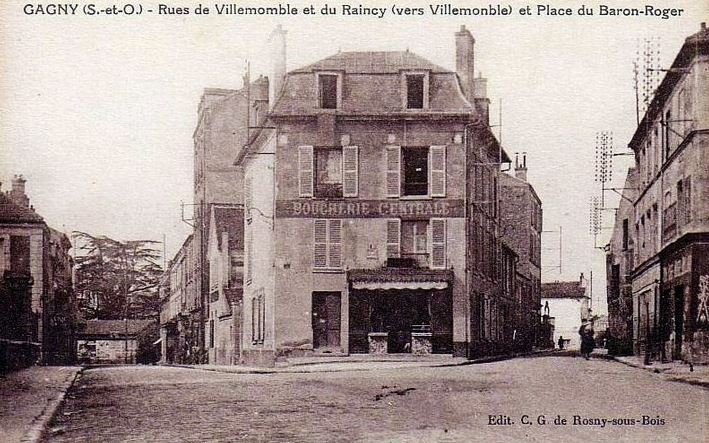
Angle de la rue de Villemomble et de la rue du Raincy, aujourd'hui l'avenue Henri-Barbusse.

Cette avenue s'appelait autrefois rue de Villemomble, ville vers laquelle elle se dirige à l'ouest.

## Bâtiments remarquables et lieux de mémoire
- Mémorial de la Seconde Guerre Mondiale.
- Cité Jean-Moulin.
- Émile Cossoneau, maire de la ville et militant communiste, a habité dans cette rue[4].
- C'est dans le restaurant Renaud, dans cette rue, que furent portés les premiers secours aux victimes de l'accident de chemin de fer de 1877[5].
- Le producteur de cinéma André Sarrut y est né en 1917[6].